# Joseph Galibardy
Joseph Deville Thomas Galibardy er en indisk hockeyspiller (10. januar 1915 – 17. maj 2011) der deltog i Sommer-OL 1936.
I 1936 var han medlem af det indiske landshold i hockey, som vandt guldmedalje. Han spillede fem kampe som halfback.
Galibardy blev født i Madras og fik sin skoleuddannelse fra Goethals Memorial School, Kurseong i Indien. Galibardy flyttede til England i 1956 og boede i Walthamstow, London på tidspunktet for sin død. Han var det sidste overlevende medlem af det indiske hockeyhold fra 1936, der vandt guldmedalje.